# Tom Groot
Tom Groot (Nieuwe Niedorp, 6 juli 1982) is een Nederlandse tulpenboer die nationale bekendheid verkreeg door zijn deelname aan Boer zoekt Vrouw in 2014 en later bekend werd als tuinman van het programma Eigen Huis & Tuin.

## Biografie
Groot is van oorsprong werkzaam in de agrarische sector en sinds 2011 heeft hij een eigen bedrijf in de tulpenteelt.

## Bekendheid
In 2014 besloot Groot mee te doen aan Boer zoekt Vrouw. Na de eerste aflevering kreeg Groot het recordaantal van 1808 brieven. Hij koos Rimke als zijn winnares, maar met haar liep het uiteindelijk op niets uit. In 2015 werd hij  na het vertrek van Quinty Trustfull bij Eigen Huis & Tuin gevraagd als nieuwe tuinman naast Lodewijk Hoekstra. Hij nam dit aanbod aan. Hij zal dit werk met zijn tulpenbedrijf combineren.
Sinds najaar 2015 is hij te zien in het televisieprogramma Eigen Huis & Tuin Lekker Leven als tuinman. Groot was tevens te zien in de oudejaarsspecial 2015 van Ik hou van Holland.